# 메이레키
메이레키(明暦, めいれき)는 일본의 연호(元号) 중 하나이다.
- 전후 : 조오(承応) 이후 - 만지(万治) 이전.
- 시기 : 1655년 ~ 1657년
- 천황 : 고사이 천황
- 쇼군 : 에도 막부의 도쿠가와 이에쓰나

## 개원(改元)
- 조오 4년 4월 13일(1655년 5월 18일), 고사이 천황 즉위에 맞춰 개원.
  - 조오 2년, 궁궐의 화재로 인한 개원이 예정되어 있었으나 고코묘 천황이 붕어함에 따라 연기된 것이라는 설도 있다.
- 메이레키 4년 7월 23일(1658년 8월 21일), 만지로 개원된다.

## 출전
- 『한서・율력지』의 「大法九章、而五紀明歴法」.
- 『후한서』의 「黄帝造歴、歴与暦同作」.

## 메이레키 시기에 일어난 일
- 3년
  - 1월 : 메이레키 대화재

## 서력과의 대조표
| 메이레키 | 원년   | 2년    | 3년    | 4년    |
| -------- | ------ | ------ | ------ | ------ |
| 서력     | 1655년 | 1656년 | 1657년 | 1658년 |
| 간지     | 을미   | 병신   | 정유   | 무술   |

## 같이 보기
- 일본의 연호 일람

| 이전 조오 | 일본의 연호 1655년 ~ 1658년 | 다음 만지 |